# Sture Allén

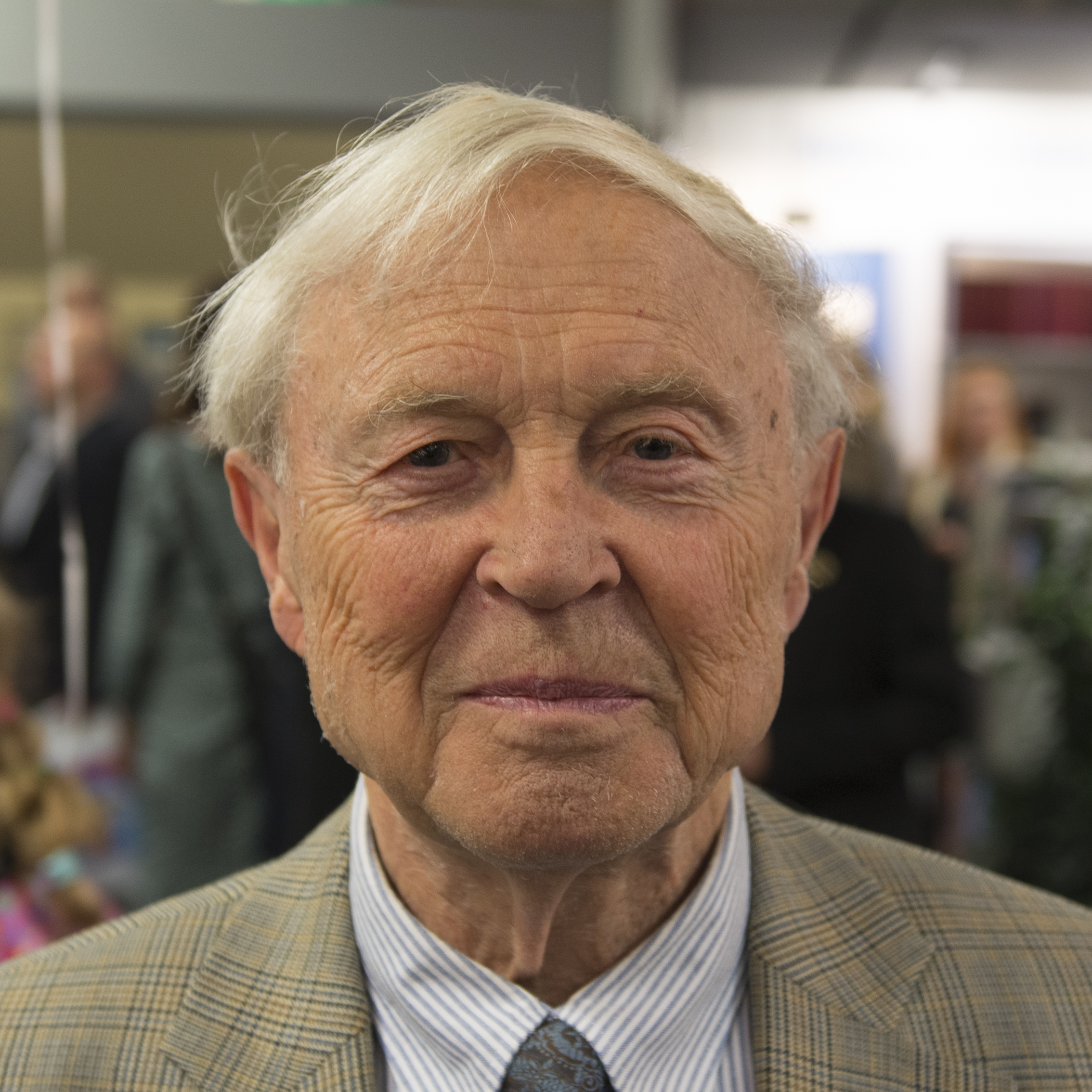
Sture Allén, 2013

Sture Allén (Aussprache [ˌstʉːɹə aˈleːn], * 31. Dezember 1928 in Göteborg; † 20. Juni 2022) war ein schwedischer Sprachforscher.

## Leben
Sture Allén wurde 1965 an der Universität Göteborg promoviert. Als Professor beschäftigte er sich an der Universität zwischen 1972 und 1993 mit Computerlinguistik.
Ab 1980 war er Mitglied der Schwedischen Akademie und hatte von 1986 bis 1999 deren Amt des Ständigen Sekretärs inne. Er war einer der Kontrahenten in der Salman-Rushdie-Affäre, in deren Folge Kerstin Ekman, Lars Gyllensten und Werner Aspenström die Akademie verließen. Ferner war er ab 1976 Mitglied der Königlichen Wissenschafts- und Literaturgesellschaft in Göteborg, ab 1988 der Kungliga Vitterhets Historie och Antikvitets Akademien, ab 1994 der Norwegischen Akademie der Wissenschaften und ab 2000 der Finnischen Akademie der Wissenschaften. 1989 wurde er zum Mitglied der Academia Europaea gewählt. In den 1970er Jahren wurde er international durch seine Pionierarbeiten auf dem Gebiet der Computerlinguistik und -lexikographie bekannt.
Er veröffentlichte in den Jahren 1970–1980 das Nusvensk frekvensordbok (Neuschwedisches Frequenzwörterbuch), in dem über eine Million Wörter und Ausdrücke aus den Stockholmer, Malmöer und Göteborger Tageszeitungen elektronisch erfasst und analysiert wurden. 1975 gründete er im Auftrag der schwedischen Regierung eine Sprachdatenbank (språkbanken), in der alle elektronischen Texte gesammelt, gelagert, bearbeitet und zur Verfügung gestellt werden sollten. Neben seiner Forschung auf dem Gebiet der Computerlinguistik profilierte sich Allén auch in der Sprachpflege und sah sein Schaffen stets als humanistische und nicht als technische Forschung.
Am 20. Juni 2022 verstarb er nach längerer Krankheit im Alter von 93 Jahren.